# Borănești
Borănești község és falu Ialomița megyében, Munténiában, Romániában. A hozzá tartozó település: Sintești.

## Fekvése
A megye nyugati részén található, a megyeszékhelytől, Sloboziatól, hatvannyolc kilométerre nyugatra, a Ialomița folyó jobb.

## Története
A 19. század közepén Ialomița megye Câmpul járásához tartozott és Borănești illetve Sintești falvakból állt, összesen 1384 lakossal. A község területén ekkor egy templom és két iskola működött. 
1925-ös évkönyv szerint Borănești községe Urziceni járás része volt, 1509 lakossal és Borănești illetve Sintești falvakból állt.  
1950-ben a Ialomițai régió Urziceni rajonjának volt a része, majd 1952-ben a Bukaresti régióhoz csatolták. 1968-ban Ilfov megye része lett és ezzel egy időben elveszítette önálló községi státuszát és Coșereni község közigazgatási irányítása alá helyezték. 
2004-ben ismét önálló község lett.

## Látnivalók
- Nicu Chiroiu udvarháza - 1889-ben épült.